# ベルサイユのばら 音楽集
『ベルサイユのばら 音楽集 [完全版]』（ベルサイユのばら おんがくしゅう かんぜんばん）は、2016年6月22日にユニバーサル ミュージックから発売されたテレビアニメ『ベルサイユのばら』のサウンドトラック・アルバムであり、主題歌・挿入歌・BGMを集大成した3枚組のCD-BOXである。

## 概要
このサウンドトラックは、ユニバーサル ミュージックとトムス・ミュージックが所有するテレビアニメ『ベルサイユのばら』関連のテープ捜索によって発掘された音源（全101曲）を完全に収録されている。パッケージイラストは、姫野美智が描き下ろしテレビアニメ『ベルサイユのばら』のエンディングイラストを採用した。初回限定盤（規格品番：UPCY-9490/2）と通常盤（規格品番：UPCY-7144/6）の二種リリース。
Disc 1では「ベルサイユのばら オリジナル・サウンドトラック 薔薇は美しく散る」（規格品番：MKA-7002）の全曲をデジタル・リマスターして収録。また主題歌と挿入歌のオリジナル・カラオケ、未収録のステレオBGMにも多数収録されている。Disc 2ではTVサイズ主題歌とオリジナルBGMを第1話～第20話の番宣用音楽、Extra音楽などを収録。Disc 3ではTVサイズ主題歌とオリジナルBGMを第21話～最終話のTVサイズ主題歌のカラオケ、MEコレクションなどを収録。付属された32ページブックレットは、全楽曲を手掛ける馬飼野康二のインタビューテキストとアニメイラストを掲載している。
- UNIVERSAL MUSIC STORE特典：主題歌シングル「薔薇は美しく散る」のジャケット復刻CDサイズカード
- 初回限定盤特典：スリーブケース付

## 曲目リスト

### Disc 1『ベルサイユのばら オリジナル・サウンドトラック』（ステレオ音源）
1. 薔薇は美しく散る [3:22]
2. 情熱の紅いばら [5:45]
3. 愛ゆえの哀しみ [4:48]
4. MAGICAL ROSE [3:41]
5. 星になるふたり(C'est Toi) [5:42]
6. 麗しき人よ! [2:52]
7. 私はとらわれびと [3:56]
8. 優しさの贈り物 [3:13]
9. 愛の光と影 [3:09]
10. 薔薇は美しく散る（オリジナル・カラオケ） [3:19]
11. 愛ゆえの哀しみ（オリジナル・カラオケ） [4:47]
12. MAGICAL ROSE（オリジナル・カラオケ） [3:42]
13. 星になるふたり(C'est Toi)（オリジナル・カラオケ） [5:43]
14. 私はとらわれびと（オリジナル・カラオケ） [3:55]
15. 愛の光と影（オリジナル・カラオケ） [3:09]
16. 情熱の紅いばら（ナレーションなし） [5:44]
17. 麗しき人よ!（ナレーションなし） [2:53]
18. 優しさの贈り物（Version II） [3:20]

### Disc 2〈オリジナルBGMコレクション I〉（モノラル音源）
1. アバンタイトル [0:08]
2. 時のゆりかご [0:28]
3. 急転 [0:07]
4. 薔薇は美しく散る（TVサイズ・台詞入り） [1:33]
5. サブタイトル [0:09]
6. パリの情景 [0:20]
7. 移りゆく時代 [1:05]
8. オスカル -薔薇のさだめ- [1:20]
9. やすらぎの時 [1:01]
10. 情熱の紅いばら [5:43]
11. オスカルの誕生 [1:08]
12. 無邪気なたわむれ [0:25]
13. 気まぐれ [0:08]
14. よろこび [0:13]
15. ベルサイユの朝 [1:34]
16. 不吉な影 [1:20]
17. 死の予感 [1:18]
18. 緊迫 [0:19]
19. オスカル -前進- [0:21]
20. お前は光 俺は影 [0:17]
21. オスカル -友情- [1:01]
22. 舞踏会 [0:56]
23. 華やぐ心 [0:27]
24. 愛のときめき [2:03]
25. ブリッジ・コレクション I [0:54]
26. ルイ16世 [1:18]
27. 新王の治世 [1:20]
28. ファンファーレ [0:15]
29. 誇り高き行進 [0:48]
30. 宮廷の情景 [1:25]
31. 愛の光と影 -愛の思い出- [1:19]
32. 優しさの贈り物（Version II） [3:20]
33. 愛の光と影（TVサイズ・台詞入り） [1:13]
34. 次回予告 [0:33]
35. 薔薇は美しく散る（TVサイズ・STEREO別テイク） [1:34]
36. 薔薇は美しく散る（TVサイズ・テイク1） [1:37]
37. 番宣Aテーマ 30秒 [0:31]
38. 番宣Aテーマ 20秒 [0:21]
39. 番宣Aテーマ 15秒 [0:16]
40. 番宣Bテーマ 30秒 [0:32]
41. 番宣Bテーマ 20秒 [0:21]
42. 番宣Bテーマ 15秒 [0:16]
43. ポリニャック夫人の歌 [3:46]
44. オスカルのピアノ（劇場版） [0:58]

### Disc 3〈オリジナルBGMコレクション II〉（モノラル音源）
1. アバンタイトル（Alternate） [0:07]
2. お前は光 俺は影（Short I） [0:21]
3. 異変 [0:06]
4. 薔薇は美しく散る（TVサイズ） [1:37]
5. 心の闇 [1:12]
6. 蠢く陰謀 [1:25]
7. 破滅への道 [1:12]
8. 結ばれた友情 [1:17]
9. オスカル -切ない悲しみ- [1:51]
10. 甘く悲しく流れて [1:22]
11. 愛の光と影 -秘めた恋- [1:16]
12. 走る衝撃 [0:16]
13. 黒い騎士 [0:56]
14. オスカル -前進-（Short） [0:15]
15. 募る不安 [0:26]
16. 暗雲 [1:20]
17. 一触即発 [0:44]
18. 運命の一撃 [0:18]
19. 別れ [2:01]
20. お前は光 俺は影 [0:31]
21. オスカル -苦悩する想い- [1:41]
22. ブリッジ・コレクションII [1:04]
23. 心のさざなみ [0:17]
24. オスカル -決然と- [1:11]
25. 革命 [1:21]
26. 戦い [0:56]
27. 哀しみ [2:25]
28. 切なく想いを秘めて [1:07]
29. 愛の告白 [1:46]
30. オスカル -永遠に- [1:44]
31. 麗しき人よ! [2:50]
32. 愛の光と影（TVサイズ） [1:18]
33. 薔薇は美しく散る（TVサイズ・カラオケ） [1:36]
34. 愛の光と影（TVサイズ・カラオケ） [1:15]
35. オスカルとシャルロット [1:26]
36. さよなら妹よ [1:08]
37. オスカルのピアノ [1:41]
38. 吟遊詩人の手風琴 [1:45]
39. オスカルの肖像 [2:42]